# Kenelm Digby

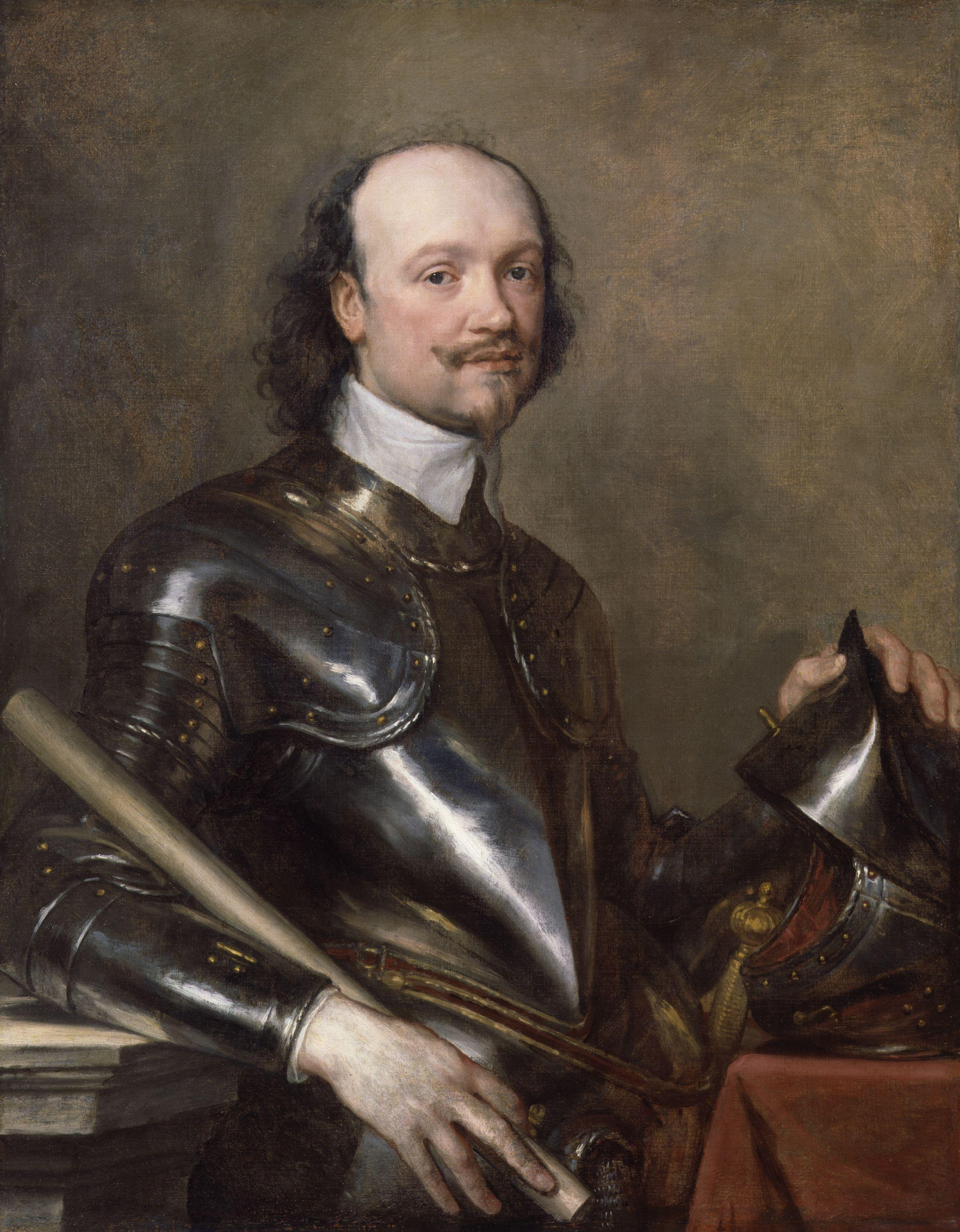
Kenelm Digby, Gemälde von Anthony van Dyck (etwa 1650)

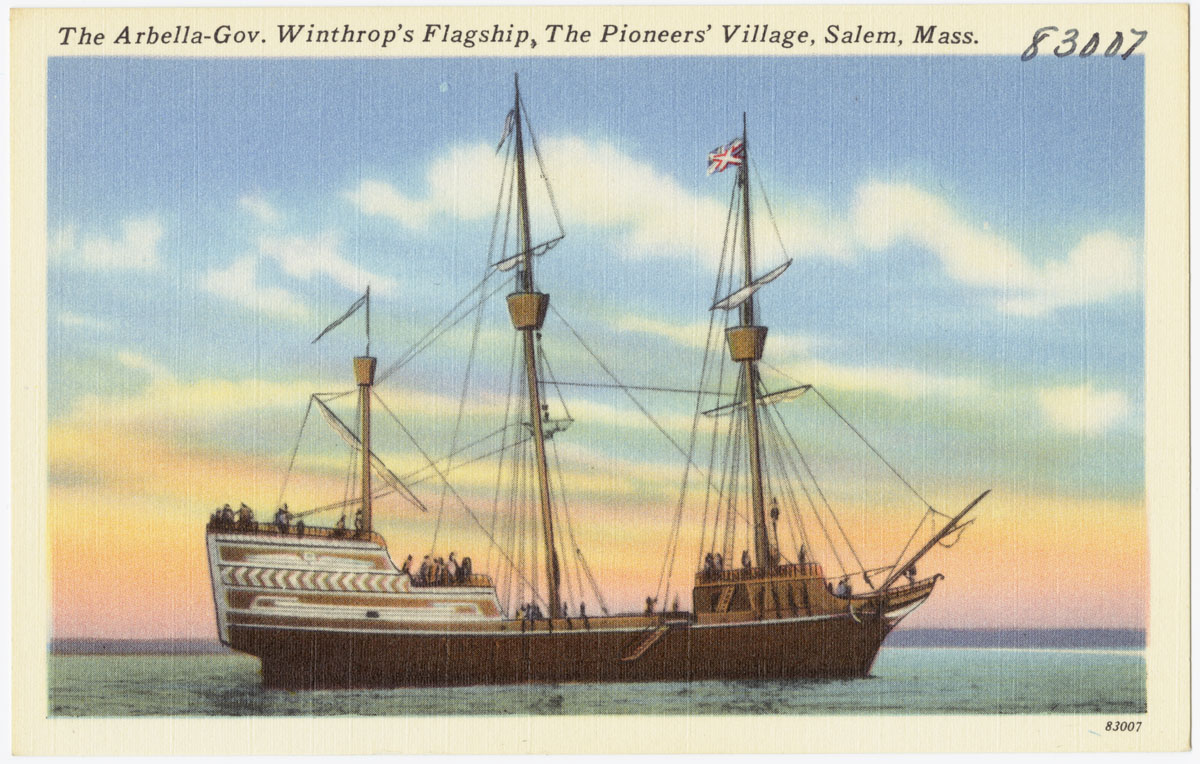
Arbella, vormals als Eagle Flaggschiff von Digby

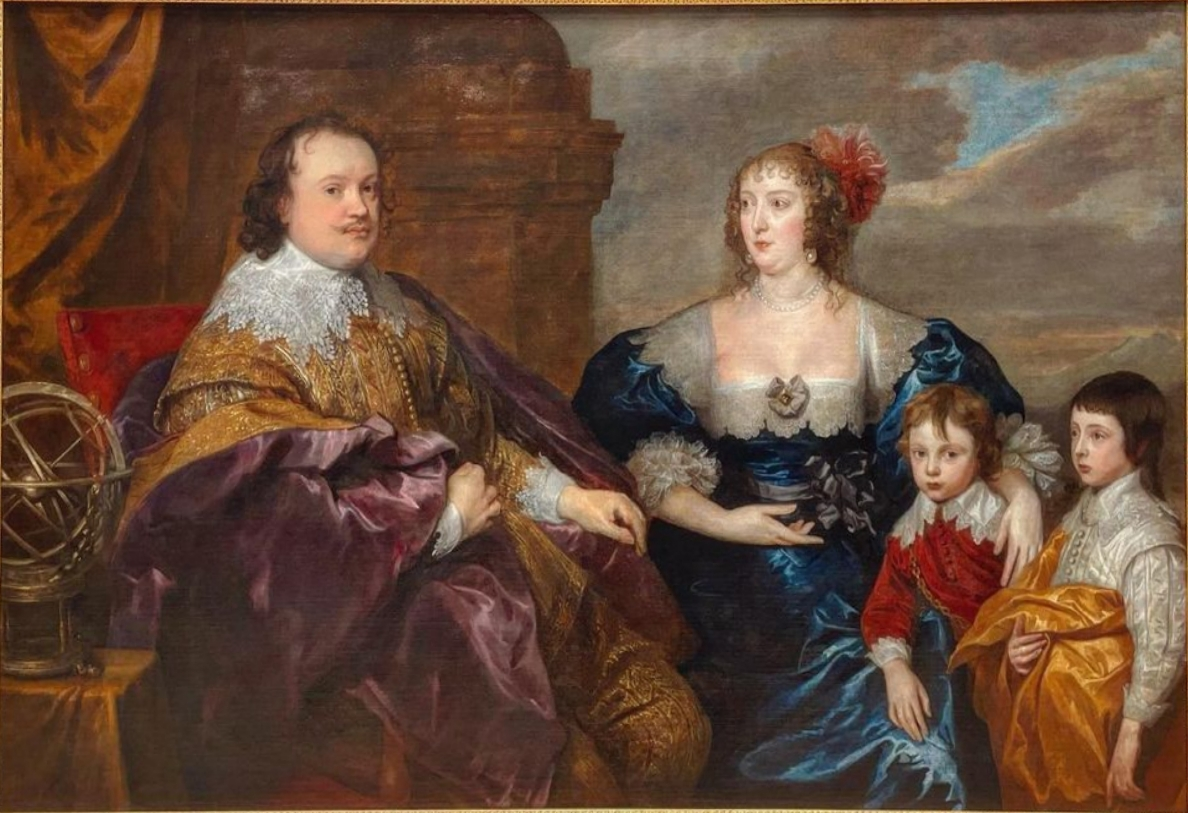
Familie Digby mit den Söhnen Kenelm (* 1625) und John (* 1628), Gemälde von Anthony van Dyck

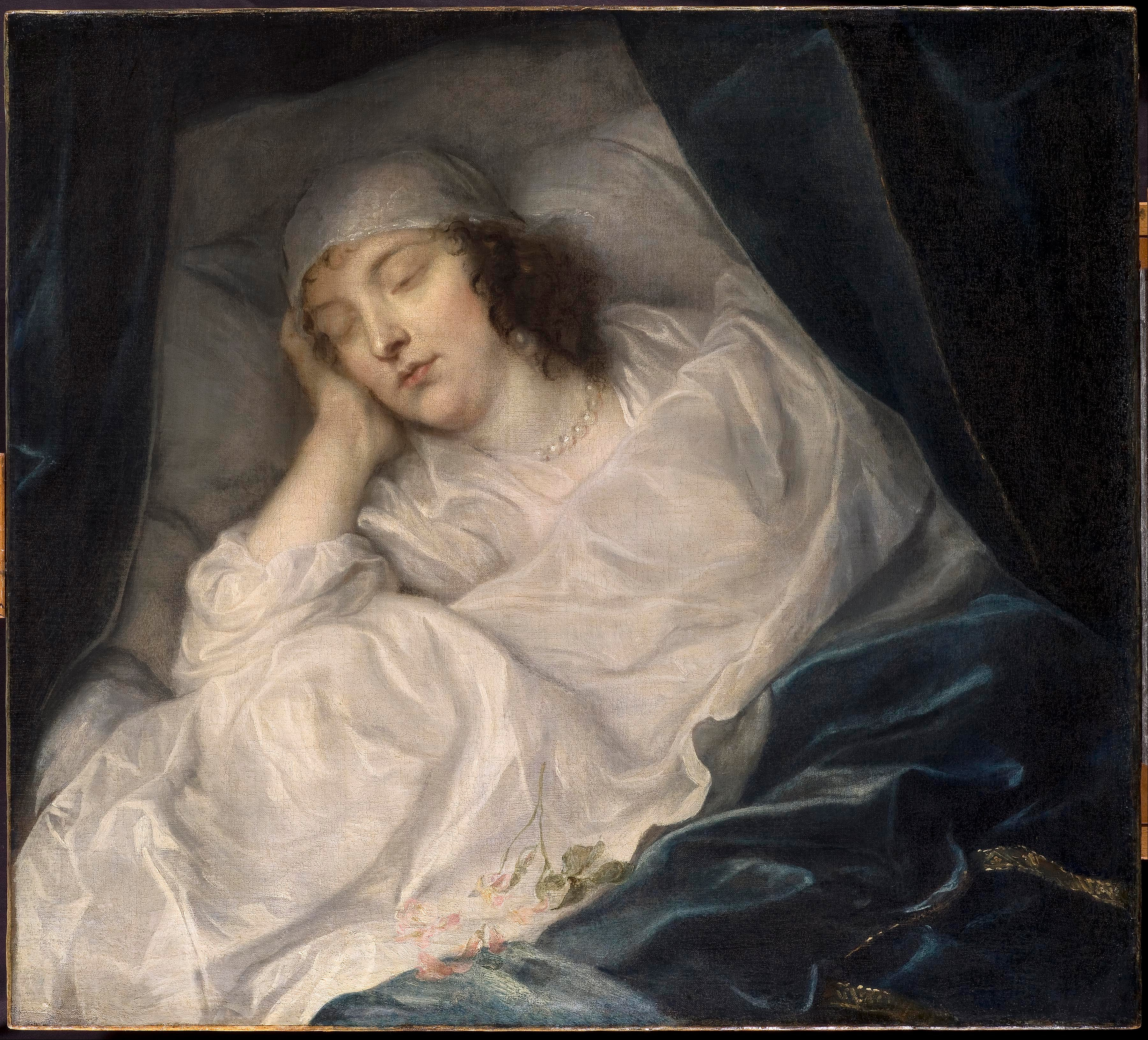
Lady Digby, auf ihrem Sterbebett, 1633, Gemälde von Anthony van Dyck

Sir Kenelm Digby (* 11. Juli 1603 in Gayhurst, Buckinghamshire; † 11. Juni 1665 in Covent Garden, London) war ein englischer Naturphilosoph und Höfling.

## Frühe Jahre und Ausbildung
Digby stammte aus dem niederen Adel, doch wurde sein Leben vor allem durch die Verbundenheit seiner Familie zum römisch-katholischen Glauben geprägt. Sein Vater Everett Digby wurde wegen seiner Beteiligung an dem vereitelten Sprengstoffanschlag „Gunpowder Plot“ hingerichtet, den Katholiken im Jahr 1605 auf den protestantischen König Jakob I. verüben wollten.
Digby besuchte ab 1618 die Gloucester Hall in Oxford, wo er ein Schüler des Mathematikers Thomas Allen war, erwarb aber keinen Abschluss. Allen vermachte ihm später seine Bibliothek.

## Kavalierstour und Heirat
Danach war er 1619 bis 1623 auf Kavalierstour in Kontinentaleuropa. Seinen Memoiren nach eroberte er Marie de Medici und freundete sich mit dem späteren König Karl I. in Spanien an, wo sein Onkel, John Digby, 1. Earl of Bristol (1580–1653), englischer Botschafter war. Bei der Rückkehr wurde er am 28. Oktober 1623 als Knight Bachelor geadelt. Er gehörte zum engsten Kreis um Karl I. und war Mitglied von dessen Privy Council.
Wahrscheinlich im Januar 1625 heiratete Digby heimlich seine Jugendliebe Venetia Stanley (1600–1633). 

## Reise nach İskenderun
1628 war Digby als Freibeuter aktiv. Mit seinem Flaggschiff Eagle kaperte er vor Gibraltar und Mallorca mehrere spanische und flämische Schiffe, schüchterte nordafrikanische Piraten in Algier ein und besiegte eine im Hafen von Iskanderun liegende französisch-venezianische Flotte. Nachdem daraufhin englische Kaufleute von Repressalien bedroht wurden, wurde Digby zur Beendigung seiner Aktivitäten gezwungen.

## Familienleben
1630 wurde er Angestellter des Navy Boards. Um seine Karriere zu fördern trat er 1630 zur anglikanischen Kirche über.
Am 1. Mai 1633 starb unerwartet seine Frau. Digby war untröstlich, und der Tod seiner Frau, die er auf dem Totenbett von Anthony van Dyck porträtieren ließ, war ein großer Einschnitt in seinem Leben. Digby schrieb Erinnerungen an ihre Beziehung in literarisch bearbeiteter Form, wobei er sie als Stelliana bezeichnete und sich als Theagenes bezeichnete und auch für andere Personen Pseudonyme wählte. Sie erschienen postum 1827. Digby ließ sie in einem prächtigen Grabmonument verewigen, das aber dem Feuer von London 1666 zum Opfer fiel.
Er kehrte zum katholischen Glauben zurück und begann am Gresham College zu den unterschiedlichsten Themen wie Magnetismus, Optik und Medizin und Anatomie (Wachstum des Embryos, Blutkreislauf in der Nachfolge William Harveys) zu experimentierten. Sein Assistent dort war Johannes Banfi Hunyades (1576–1646).
Er erhielt für seinen Unterhalt vom Hof das Monopol auf Siegelwachs in Wales und Umgebung sowie für den Handel mit dem Golf von Guinea und mit Kanada, letzteres auf 30 Jahre mit drei anderen.

## Leben in Frankreich und Bürgerkrieg
Ab 1635 war er in Paris, wo er die meiste Zeit bis zu seiner Rückkehr 1660 verbrachte, einschließlich der Zeit des Englischen Bürgerkriegs (1642–1649). Nur zweimal versuchte er in dieser Zeit zurückzukehren: 1641 um Karl I. im Bischofskrieg zu unterstützen und 1642, als er Frankreich nach einem Duell verließ, in dem er den französischen Adligen Mont le Ros tötete, der auf einem Bankett den englischen König beleidigt hatte. In England wurde er aber durch das Parlament inhaftiert. Durch die Intervention von Anna von Österreich befreit, ging er wieder zurück nach Frankreich, während sein Besitz in England vom von Puritanern beherrschten Parlament beschlagnahmt wurde. In Paris traf er Thomas Hobbes, der dort ebenfalls im Exil war und den er mit dem Discourse von René Descartes bekanntmachte, und gehörte zum Kreis um Marin Mersenne. Später war er mit der Akademie von Montmor verbunden und ein Freund von Samuel de Sorbière. Er kannte Descartes auch persönlich und ebenso Christian Huygens.
1638 veröffentlichte Digby seine Schrift A Conference with a Lady about choice of a Religion, die Apologie seines Übertritts zum Katholizismus, in der er die Unfehlbarkeit der katholischen Kirche verteidigte.

## Unterhändler in Rom
1644 veröffentlichte Digby die philosophischen Traktate The Nature of Bodies und On the Immortality of Reasonable Souls, die sowohl der aristotelischen Philosophie als auch einer atomistisch geprägten Weltsicht folgten und seine naturphilosophischen Hauptwerke darstellen.
Nachdem die Königin und Gemahlin von Karl I. Henrietta Maria von Frankreich 1644 aus England geflohen war, wurde er ihr Kanzler, was er bis zu seinem Tod blieb. In den Jahren 1645 und 1646/47 verhandelte er für die Royalisten mit dem Papst in Rom. Später kam es aber auch zu einer Verständigung mit Oliver Cromwell, der ihn als Vertreter der englischen Katholiken zu (erfolglosen) Verhandlungen mit dem Papst 1655 in Rom nutzte. Außerdem erhielt er wahrscheinlich eine Pension von Cromwell. In der Zeit der Restoration der Königsherrschaft war er aufgrund seiner Beziehung zu Henrietta Maria am Hof angesehen, kam aber öfter in Konflikt mit König Karl II. und wurde bei einer Gelegenheit vom Hof verbannt.
Er erhielt bei seinem Aufenthalt in Paris in den 1650er Jahren Unterweisung von Nicolas Lefèvre im Jardin Royale.

## Royal Society
In Discours fait (1658) schrieb er über das „sympathetische Pulver“, dessen Einführung er für sich in Anspruch nahm. Die Schrift wurde ins Englische, Lateinische, Niederländische sowie Deutsche übersetzt und erfuhr über 40 Ausgaben.
Er stand mit englischen und französischen Mathematikern John Wallis, Pierre de Fermat, Bernard Frénicle de Bessy, William Brouncker im Briefwechsel. Einige seiner Briefe wurden in Wallis’ Commercium epistolicum (1658) veröffentlicht.
Digby war Mitglied („Original Fellow“) der Royal Society und 1662/63 in deren Rat.
Sein bedeutendstes Werk war Discourse concerning the vegetation of plants (1661) über Botanik. Er war einer der Ersten, die die Bedeutung des Sauerstoffs („vital air“) für den Stoffwechsel von Pflanzen erkannten.
Er starb wahrscheinlich an Nierensteinen.

## Nachleben
Kurz nach seinem Tod wurde The closet (1669), ein Rezeptbuch, veröffentlicht.
Digby entwickelte auch eine verbesserte Manufakturtechnik zur Weinflaschenherstellung, indem die Luftzufuhr in den Brennofen verbesserte und höhere Kali- und Kalkanteile bei der Glasproduktion verwendete. Ihm wird die Entwicklung der modernen Weinflasche zugeschrieben, worauf er 1662 ein Patent erhielt. Seine Flaschen waren zylindrisch, hatten einen eingewölbten Boden und sie waren fest genug, um durch Flaschengärung Champagner herzustellen.

## Schriften (Auswahl)
- […] A relation of a brave and resolute sea fight [….]. London 1628 (Digitalisat).
- A conference with a lady about choice of religion. Paris 1638 (Volltext, Digitalisat).
- The Confessions of S. Augustine Bishope of Hippon and D. of the Church. Paris 1638 (Digitalisat).
- A coppy of 1. the letter sent by the Queenes Majestie concerning the collection of the recusants mony for the Scottish warre, Apr. 17, 1639 2. the letter sent by Sir Kenelme Digby and Mr. Montague concerning the contribution : 3. the letter sent by those assembled in London, to every shire : 4. the names of the collectors in each county in England and Wales, and : 5. the message sent from the Queenes Majestie to the House of Commons by Master Comptroller the 5 of Febr., 1639. London 1641 (Volltext, Digitalisat).
- Sr. Kenelme Digbyes honour maintained by a most couragious combat which he fought with the Lord Mount le Ros, who by bale and slanderous words reviled our king : also the true relation how he went to the King of France who. London 1641 (Volltext).
- Observations on the 22. stanza in the 9th. canto of the 2d. book of Spencers Faery Queen Full of excellent notions concerning the frame of man, and his rationall soul. Written by the right noble and illustrious knight Sir Kenelme Digby, at the request of a friend. London 1643 (Volltext, Digitalisat).
- Observations upon Religio medici. London 1643 (Volltext, Digitalisat).
- Two treatises in the one of which the nature of bodies, in the other, the nature of mans soule is looked into in way of discovery of the immortality of reasonable soules. Paris 1644 (Volltext, Digitalisat).
  - London 1645 (Digitalisat).
  - London 1658 (Digitalisat).
  - London 1665 (Digitalisat).
  - London 1669.
- The royall apologie: or, An answer to the declaration of the House of Commons, the 11. of February, 1647. In which they expresse the reasons for their resolutions for making no more addresses, nor receiving any from His Majesty. Paris? 1648 (Volltext).
- Demonstratio immortalis animae rationalis […]. Paris 1651 (Digitalisat).
  - Paris 1655 (Digitalisat).
  - Frankfurt 1664 (Digitalisat).
- Letters […] concerning religion. London 1651 (Volltext, Digitalisat).
- A discourse concerning infallibility in religion […]. Paris 1652 (Volltext).
  - Amsterdam 1652 (Digitalisat).
- A treatise of adhering to God […]. London 1654 (Volltext) – als Übersetzer.
- Peripateticall institutions. In the way of that eminent person and excellent philosopher Sr. Kenelm Digby. The theoricall part. Also a theologicall appendix of the beginning of the world. London 1656 (Volltext) – Übersetzung von Thomas Whites (1593–1676) Institutionum peripateticarum (1646)
- Discours fait en une célèbre assemblée […] touchant la guerison des playes, par la poudre de sympathie. Paris 1658 (Digitalisat).
  - Paris 1660 (Digitalisat).
  - Paris 1666 (Digitalisat).
  - Paris 1669 (Digitalisat).
  - Paris 1673 (Digitalisat).
  - Paris 1681 (Digitalisat).
  - A late discourse made in a solemne assembly […] touching the cure of wounds by the powder of sympathy. London 1658 (Volltext, Digitalisat) – übersetzt von R. White.
    - London 1660.
    - London 1664 (Digitalisat).
    - London 1669.

  - Eröffnung unterschiedlicher Heimlichkeiten der Natur […]. Balthasar Christoph Wust, Frankfurt 1660 (Digitalisat) – übersetzt von M. H. Hupka.
    - 2. Auflage. Frankfurt 1661 (Digitalisat).
    - 6. Auflage. Frankfurt 1677 (Digitalisat).

- A discourse concerning the vegetation of plants […]. London 1661 (Volltext, Digitalisat).
  - Dissertatio de plantarum vegetatione […]. Amsterdam 1663 (Digitalisat).
    - Amsterdam 1669 (Digitalisat).
    - Amsterdam 1678 (Digitalisat).

  - Discours sur la vegetation des plantes […]. Paris 1667 (Digitalisat, Digitalisat).

postum
- The closet of the eminently learned Sir Kenelme Digbie Kt. opened […]. London 1669 (Volltext, Digitalisat).
  - 2. Auflage. London 1671.
  - 3. Auflage. London 1677 (Digitalisat).
  - London 1910 (Volltext).
- Nicholas Harris Nicolas (Hrsg.): Private Memoirs […]. London 1827 (Digitalisat).
- George Hartmann (Hrsg.): A choice collection of rare secrets and experiments […]. London 1682 (Volltext, Digitalisat).
  - London 1685.

## Übersetzungen
- Medicina experimentalis Digbaeana, das ist: Außerlesene und bewährte Artzeney-Mittel […]. 2 Teile. Zubrodt, Frankfurt 1676 (Teil 1, Teil 2).

## Bibliografie
- Davida Rubin (Hrsg.): Sir Kenelm Digby, F.R.S., 1603–1665. A bibliography based on the collection of K. Garth Huston, Sr., M.D. Norman, San Franciso 1991, ISBN 0-930405-29-3.